# 口袋里的龙
《口袋里的龙》（Pocket Dragon Adventures），美国和西班牙合作的动画，全60集。美国于1996首映，中国则于2000首映。故事讲述在中世纪的森林的城堡，口袋龙和它们的主人法师爷爷住在裡面。